# Aperto '93
Aperto '93 è la mostra ideata da Helena Kontova e Giancarlo Politi e coordinata da Helena Kontova per la XLV Edizione della Biennale d'arte di Venezia diretta da Achille Bonito Oliva nel 1993.
Aperto '93, intitolata "Emergency/Emergenza", ha significato una svolta nella storia delle grandi rassegne. Invece di proporre la visione di un curatore unico – o di un team curatoriale – Aperto '93 ha proposto un modello rizomatico o cellulare, nel quale diversi punti di vista della scena emergente di quel periodo, fortemente influenzata dal processo di globalizzazione, hanno evidenziato la necessità di una situazione di coesistenza e convivenza e una frammentazione del pensiero e della critica rispetto all'arte visiva. Kontova, direttrice insieme a Politi, delle riviste Flash Art Italia e Flash Art International, ha raccolto la tradizione di “Aperto” (sezione della Biennale di Venezia dedicata ad artisti emergenti creata nel 1980 con una mostra curata da Achille Bonito Oliva e Harald Szeemann e poi abolita nel 1997 da Germano Celant) e l'ha trasformata da una semplice sezione a una vera e propria “mostra dentro alla mostra”, includendo più di 120 artisti tra cui: Matthew Barney, Maurizio Cattelan, John Currin, Dominique Gonzalez-Fœrster, Félix González-Torres, Damien Hirst, Carsten Höller, Paul McCarthy, Gabriel Orozco, Philippe Parreno, Charles Ray, Pipilotti Rist, Andres Serrano, Kiki Smith, Rudolf Stingel, Rikrit Tiravanija, Andrea Zittel, Aggelos Papadimitriou. Senza considerare la partecipazione di artisti dalla Cina, Ghana, Taiwan, Zaire.
Anticipando l'"era dei curatori", Aperto '93 si componeva di 13 sezioni, ognuna delle quali affidata a curatori allora emergenti molti dei quali oggi conosciuti in tutto il mondo come Francesco Bonami (primo italiano a curare la Whitney Biennial), Nicolas Bourriaud (teorico dell'Estetica Relazionale), Jeffrey Deitch (direttore del MOCA di Los Angeles), Matthew Slotover (fondatore della rivista Frieze dell'omonima fiera) ma anche Benjamin Weil e Robert Nickas.
La mostra è diventata un evento di culto degli anni Novanta, riuscendo a riunire tutto ciò che avveniva in quel momento. Il modello di Aperto '93 è spesso citato da curatori, ed è stato fonte di ispirazione per la Biennale di Venezia del 2003 diretta da Francesco Bonami, la prima Biennale di Mosca, la seconda Biennale di Johannesburg diretta da Okwui Enwezor e la prima e la seconda Biennale di Gwangju.
La prima edizione della Biennale di Tirana (2001) e le quattro edizioni della Biennale di Praga (2003-2005-2007-2009) sono da considerare diretta emanazione del modello iniziato da Politi e Kontova per Aperto '93.
Ad accompagnare la mostra un ampio catalogo pubblicato dalla Giancarlo Politi Editore con testi dei curatori e di intellettuali come Umberto Galimberti, Václav Havel, Slavoj Žižek e Marco Senaldi.

## Artisti partecipanti
- Laura Aguilar
- Pep Agut
- Kai Althoff
- Janine Antoni
- Filadelfo Anzalone
- Hany Armanious
- Matthew Barney
- Sadie Benning
- Biefer & Zgraggen
- Bigert & Bergström
- Henry Bond
- Christine Borland
- Marco Brandizzi
- Angela Bulloch
- Kathe Burkhart
- Giorgio Cattani
- Maurizio Cattelan
- Cercle Ramo Nash
- Dawn Clements
- Mat Collishaw
- Meg Cranston
- John Currin
- Mario Dellavedova
- Jessica Diamond
- Cheryl Donegan
- Milena Dopitová
- Lukas Duwenhögger
- Maria Eichhhorn
- Róza El-Hassan
- Marcelo Expósito
- Ocean Earth Construction and Development Corporation
- Sylvie Fleury
- Formento & Sossella
- Dominique González-Foerster
- Félix Gonzáles-Torres
- Gotscho
- Renée Green
- Scott Grodesky
- Sigrid Hackenberg
- Haha
- Lothar Hempel
- José Antonio Hernández-Diez
- Damien Hirst
- Carsten Höller
- Martin Honert
- Richard House
- Fabrice Hybert
- Wendy Jacob
- Michael W. Joo
- Samuel Kane Kwei
- Josif Kiraly
- Dimitris Kozaris
- Elke Krystufek
- Carter Kustera
- Alix Lambert
- Sean Landers
- Zbigniew Libera
- Eva Marisaldi
- Daniel J. Martinez
- Paul McCarthy
- Lee Ming-Sheng
- Dan Mihaltianu
- Regina Möller
- Mondo / Mokoh
- Gianmarco Montesano
- Liliana Moro / Bernhard Rüdiger
- Kirsten Mosher
- Kohdai Nakahara
- New Madras Agency
- Bonnie Ntshalintshali
- Kristin Oppenheim
- Gabriel Orozco
- Anatolij Osmolovskij
- Laurie Palmer
- Agelo Papadimitriou
- Paper Tiger Television
- Philippe Parreno
- Simon Patterson
- Hirsch Perlman
- Dan Peterman
- Vong Phaophanit
- Steven Pippin
- Premiata Ditta s.a.s. (Vincenzo Chiarandà e Anna Stuart Tovini)
- Luca Quartana
- Charles Ray
- Rosângela Rennó
- Pipilotti Rist
- Julie Roberts
- Alexis Rockman
- Christopher Roth
- Nancy Rubins
- Doris Salcedo
- Sergio Sarra
- Eran Schaerf
- Nicolaus Schafhausen
- Julia Scher
- Rainald Schumacher
- Andres Serrano
- Wu Shanzhuan
- Torsten Slama
- Kiki Smith
- Nedko Solakov
- Georgina Starr
- Franz Stauffenberg
- Rudolf Stingel
- SubREAL
- Botala Tala
- Rikrit Tiravanija
- Maria Grazia Toderi
- TODT
- Rigoberto Torres
- Oliviero Toscani
- Octavian Trauttmansdorff
- Noboru Tsubaki
- Patrick Van Caeckenbergh
- Niek Van De Steeg
- Eugenia Vargas
- Rolf Walz
- Nari Ward
- Sue Williams
- Yukinori Yanagi
- Wang Youshen
- Peter Zimmermann
- Andrea Zittel